# ディミトロヴグラード駅 (セルビア)
ディミトロヴグラード駅（ディミトロヴグラードえき、セルビア語:Железничка станица Димитровград）は、セルビア・ピロト郡ディミトロヴグラードにある、セルビア鉄道（ЖС）の駅。
ブルガリアとの国境に近い駅。セルビア国内としてはニシュ-ディミトロヴグラード線の終点であるが、ブルガリア方面の1号線と線路が繋がっている。